# Sciobia escalerai
Sciobia escalerai is een rechtvleugelig insect uit de familie krekels (Gryllidae). De wetenschappelijke naam van deze soort is voor het eerst geldig gepubliceerd in 1925 door Bolívar.